# 지창권
지창권(池昌權, 1940년 ~ 2006년)은 대한민국의 전직 대법관이다.

## 학력
- 경기고등학교
- 서울대학교 법학 학사
- 서울대학교 사법대학원 석사

## 경력
- 1963년 제1회 사법시험 합격
- 1983년 사법연수원 교수
- 1985년 서울지방검찰청 부장검사
- 1986년 수원지방검찰청 차장검사
- 1987년 서울지방검찰청 제2차장검사
- 1988년 광주고등검찰청 차장검사
- 1989년 ~ 1991년 법무연수원 기획부 부장
- 1991년 ~ 1992년 대검찰청 형사부 부장
- 1992년 ~ 1993년 청주지방검찰청 검사장
- 1993년 ~ 1993년 대구지방검찰청 검사장
- 1994년 9월 제17대 법무연수원 원장
- 2000년 변호사지창권법률사무소 변호사
- 1994년 ~ 2000년 대법원 3부 대법관

## 주요 판결
그는 대법관으로 재임하던 1998년 신학철씨의 ‘모내기’ 그림이 이적표현물에 해당한다는 판결을 내렸다. 그러나, 2심에서는 풍성한 수확에 행복해 하는 북한 농부와 외세 청산에 허리가 휜 남한 농부의 모습을 대비해 이적표현물에 해당한다는 검찰의 공소사실에 대해 “헌법에 보장된 예술표현의 자유는 자유민주주의 발전에 필수적인만큼 법률적 규제는 최소한에 그쳐야 한다”며 무죄를 선고되었던 사건이었다. 2004년  유엔인권위는 “신씨에 대한 유죄판결은 한국 정부도 가입한 ‘시민적·정치적 권리에 관한 국제규약’에 어긋난다”며 판결의 무효화와 그림의 반환 등을 권고하였다.